# Santa Isabel, Guerrero
Santa Isabel är en ort i Mexiko.   Den ligger i kommunen Atlixtac och delstaten Guerrero, i den sydöstra delen av landet, 200 km söder om huvudstaden Mexico City. Santa Isabel ligger 1 334 meter över havet och antalet invånare är 190.
Terrängen runt Santa Isabel är huvudsakligen kuperad, men norrut är den bergig. Santa Isabel ligger nere i en dal. Runt Santa Isabel är det ganska glesbefolkat, med 43 invånare per kvadratkilometer. Närmaste större samhälle är Chilapa de Alvarez, 17,6 km väster om Santa Isabel. I omgivningarna runt Santa Isabel växer huvudsakligen savannskog.